# Sassenburg
Sassenburg est une municipalité allemande du land de Basse-Saxe et l'arrondissement de Gifhorn.

## Quartiers
- Triangel

## Personnalités liées à la ville
- Will Vesper (1882-1962), écrivain mort à Triangel.
- Bernward Vesper (1938-1971), écrivain, militant politique et éditeur, fils de Will Vesper.